# Tragédie
Pour les articles homonymes, voir Tragédie (homonymie).

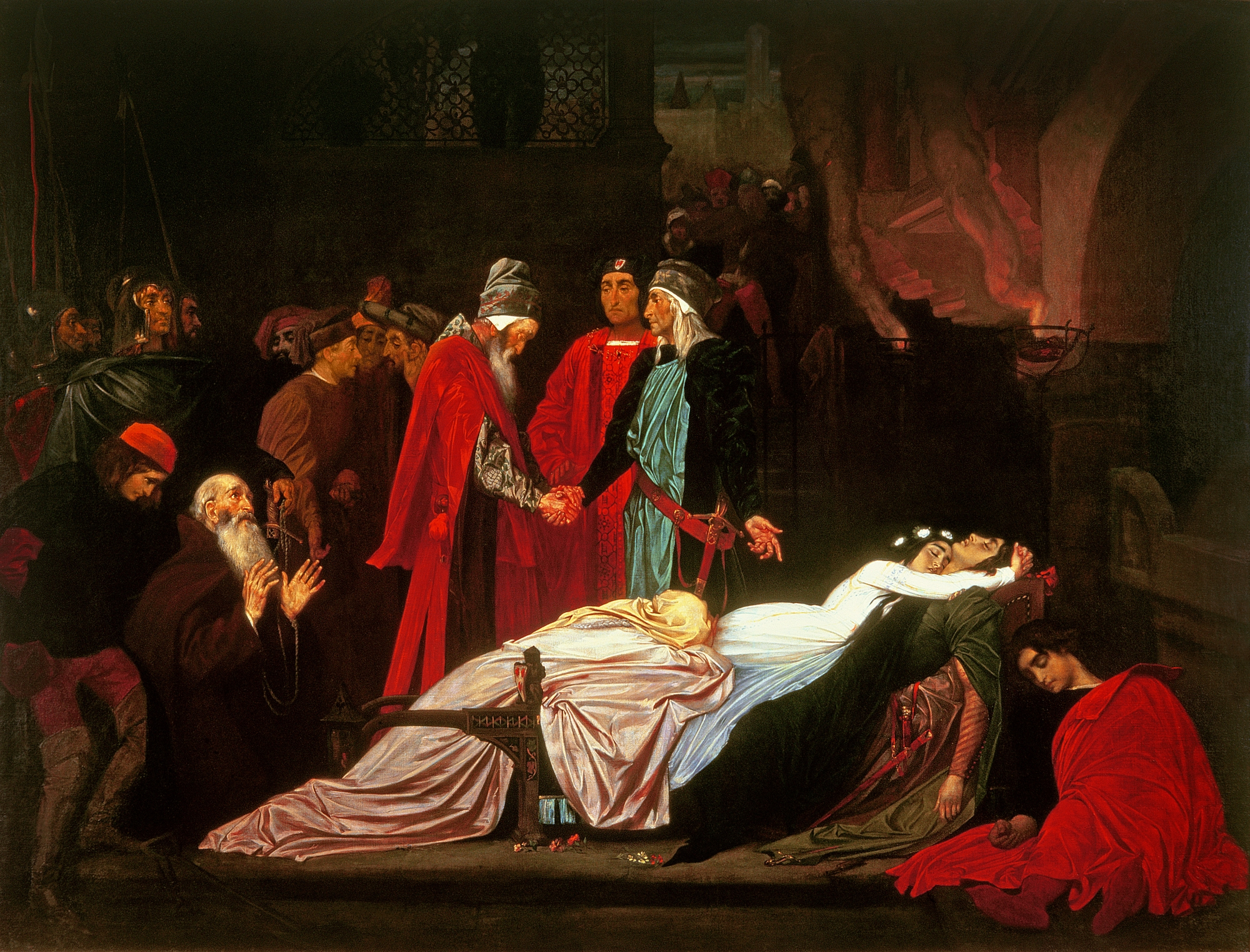
Peinture inspirée d'une scène de Roméo et Juliette, tragédie de William Shakespeare.

La tragédie est un genre théâtral dont l’origine remonte au théâtre grec antique.
Contrairement à la comédie, elle met en scène des personnages de rangs élevés et se dénoue très souvent par la mort d’un ou de plusieurs personnages.

## Étymologie et origine
Le substantif féminin,, tragédie est un emprunt, au latin tragoedia, substantif féminin lui-même emprunté au grec τραγῳδία / tragôidía, « chant ou drame héroïque, tragédie », désignant un genre théâtral né à Athènes et s'y est développé, de la seconde moitié du VIe au milieu du Ve siècle av. J.-C. par l'adjonction d'un acteur, de deux puis de trois, à un chœur d'abord seul.
La tragédie apparaît à Athènes au Ve siècle av. J.-C. Elle est représentée dans le cadre des fêtes de Dionysos (les Dionysies), entre fin janvier et fin juin.

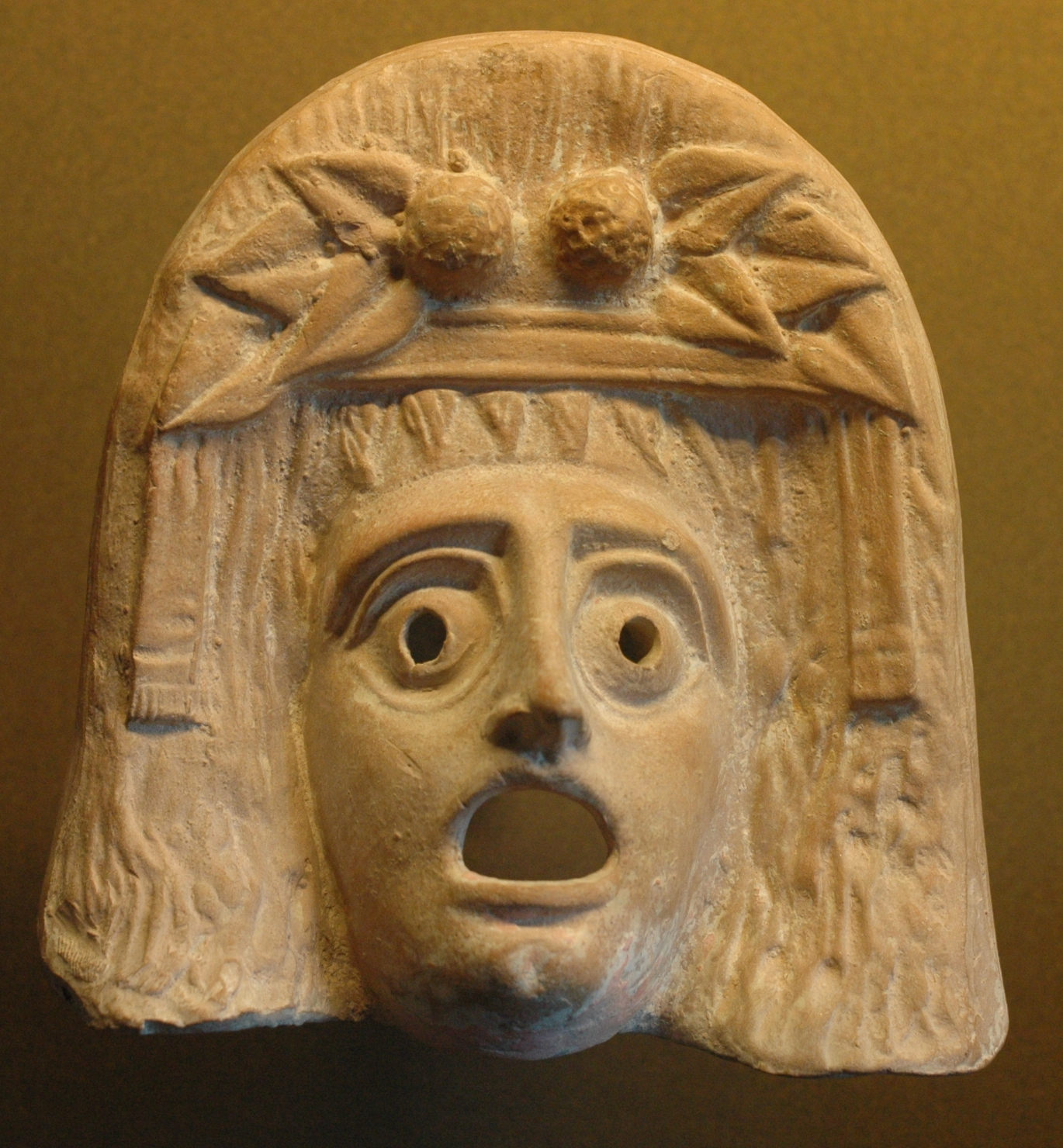
Masque de théâtre grec représentant Dionysos.

Le mot τραγῳδία / tragôidía est composé de τράγος / trágos,« bouc » et ᾠδή / ôidế, « chant » ; il veut originellement dire « chant du bouc ». Les raisons d’un tel vocable ne sont pas très claires. La tragédie pourrait avoir été d’abord liée au satyre, compagnon de Dionysos, mi-homme mi-bouc. Cette hypothèse semble étayée par Aristote qui affirme dans sa Poétique que la tragédie est d’origine satirique et légère. Elle soulève toutefois des difficultés : le satyre n’est jamais appelé « bouc » dans les textes grecs et bien peu de choses semblent relier les tragédies grecques conservées et le genre satirique.
Une autre hypothèse a également été formulée : le mot « bouc » viendrait, non du sujet de la tragédie, mais du sacrifice de cet animal avant la représentation. Les sources antiques ne permettent pas de confirmer cette hypothèse.
Certains voient dans le « chant du bouc » l’expression de la plainte de l’animal mené à l’autel sacrificiel, mis en parallèle avec la confrontation du héros tragique à son destin lors d’une lutte qu’il sait être perdue d’avance.
Une autre origine serait la transformation de Dionysos, fils de Zeus et de la mortelle Sémélé, en chevreau, dans le but d’échapper à la colère d’Héra.
Melpomène est la muse de la tragédie. Elle inspire les auteurs de tragédie et les protège, ainsi que leur troupe.
Jane Ellen Harrison signale que Dionysos dieu du vin (boisson des couches aisées) s'est substitué tardivement à Dionysos dieu de la bière (boisson des couches populaires) ou Sabazios, dont l'animal emblématique chez les Crétois était le cheval (ou le centaure). La bière athénienne était une bière d'épeautre, plante que le grec nomment τράγος par ressemblance avec le bouc. Ainsi, les « odes à l'épeautre » (tragédies) ont-elles pu être considérées, par homonymie, comme des « odes aux boucs » (l'animal qui accompagnait le dieu et associé au vin rouge chez les Crétois ou les Athéniens).

## La tragédie grecque

### Cadre institutionnel
Les archontes (gouverneurs de la cité) organisaient annuellement un concours entre trois dramaturges, chacun présentant trois tragédies et un drame satyrique. Le meilleur d’entre eux était ensuite récompensé, et ses œuvres conservées ; très peu de tragédies non récompensées nous sont parvenues. La fonction sociale de ces représentations était importante : en effet, les citoyens les plus riches supportaient les frais du spectacle alors que les moins fortunés recevaient une indemnité pour y assister.

### Déroulement

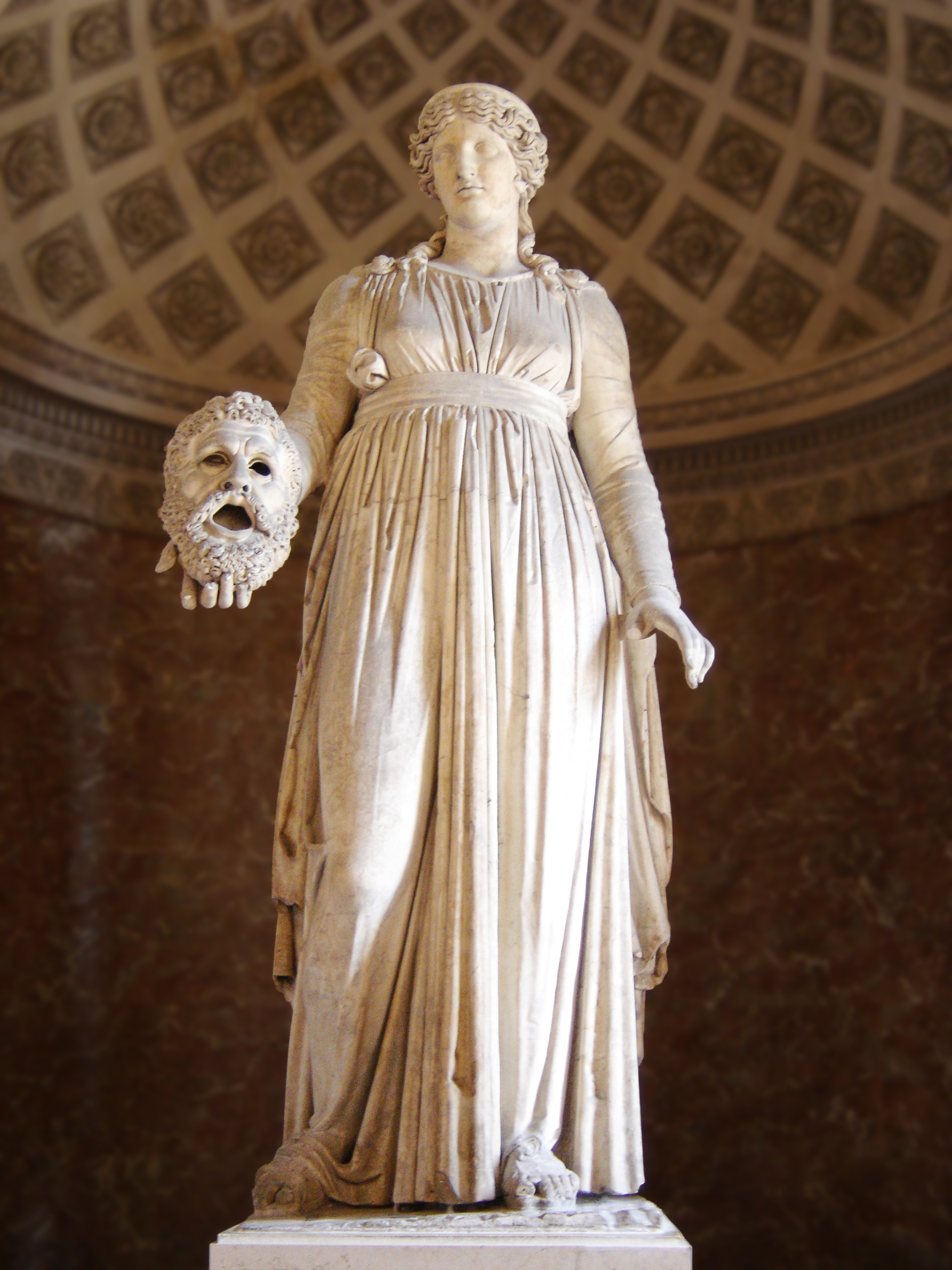
Melpomène, muse de la Tragédie.

La tragédie touche donc le public par la terreur et la pitié (φόβος και έλεος / phóbos kai éleos) qu’elle fait naître (dans le cas d’Œdipe, personnage incestueux et parricide). Cela en fait un genre à portée édifiante. Pour Aristote, la tragédie a une vocation didactique, c’est-à-dire qu’elle vise à enseigner une vérité morale ou métaphysique au public. C'est la catharsis, grâce à laquelle l’âme du spectateur serait purifiée de ses passions excessives. 

« Chapitre II.

I. Comme ceux qui imitent des gens qui agissent et que ceux-ci seront nécessairement bons ou mauvais (presque toujours les mœurs se rattachent à ces deux seules qualités, et tous les hommes, en fait de mœurs, diffèrent par le vice et par la vertu), il s’ensuit nécessairement aussi que nous imitons des gens ou meilleurs qu’on ne l’est dans le monde, ou pires, ou de la même valeur morale.

Chapitre VI.

II. La tragédie est l’imitation d’une action grave et complète, ayant une certaine étendue, présentée dans un langage rendu agréable et de telle sorte que chacune des parties qui la composent subsiste séparément, se développant avec des personnages qui agissent, et non au moyen d’une narration, et opérant par la pitié et la terreur la purgation des passions de la même nature.

VI. Maintenant, comme l’imitation a pour objet une action et qu’une action a pour auteurs des gens qui agissent, lesquels ont nécessairement telle ou telle qualité, quant au caractère moral et quant à la pensée (car c’est ce qui nous fait dire que les actions ont tel ou tel caractère), il s’ensuit naturellement que deux causes déterminent les actions, à savoir : le caractère moral et la pensée ; et c’est d’après ces actions que tout le monde atteint le but proposé, ou ne l’atteint pas.

Chapitre IX.

XI. Mais comme l’imitation, dans la tragédie, ne porte pas seulement sur une action parfaite, mais encore sur des faits qui excitent la terreur et la pitié, et que ces sentiments naissent surtout lorsque les faits arrivent contre toute attente, et mieux encore lorsqu’ils sont amenés les uns par les autres, car, de cette façon, la surprise est plus vive que s’ils surviennent à l’improviste et par hasard, attendu que, parmi les choses fortuites, celle-là semblent les plus surprenantes qui paraissent produites comme à dessein; il s’ensuit nécessairement que les fables conçues dans cet esprit sont les plus belles. »

— Aristote, Poétique, extraits, définition de la tragédie
La tragédie commence par un prologue (πρόλογος / prólogos) dans lequel un ou deux acteurs exposent la situation et où la présentation des personnages est faite.
Le chœur entre alors en scène ; c’est la parodos (πάροδος / párodos). Il prend place dans l’orchestra qu’il ne quittera plus jusqu’à la fin.
On a ensuite une alternance de dialogues entre deux ou trois acteurs : les épisodes (ἐπείσοδοι / epeísodoi) et de parties chorales chantées, les stasima (στάσιμα / stásima). Il y avait en général trois ou quatre épisodes et stasima.
La dernière partie s’appelle l’exodos (ἔξοδος / éxodos). Le chœur quitte alors le théâtre.
La littérature grecque a trois grands auteurs de tragédie : Eschyle, Sophocle et Euripide.
Le théâtre romain ne semble pas avoir assez apprécié la tragédie pour que se développe une littérature tragique importante. Sénèque, cependant, a adapté en latin des tragédies grecques comme Phèdre ou Médée.

## La tragédie humaniste
La tragédie humaniste est un genre théâtral du théâtre de la Renaissance. Elle consiste en une déploration passive d'une catastrophe. Le personnage est une victime, cette tragédie est essentiellement statique et linéaire, voire pathétique. La tragédie met en scène des passions nobles et fortes. Elle met très souvent en scène la fureur, que celle-ci soit « folie furieuse » ou « fureur divine ». Elle part de quelques règles principales qui sont : 
- la division en cinq actes ;
- pas plus de trois personnages parlant en même temps ;
- le début de la pièce doit être le plus près possible du dénouement.

Elle est représentée par Étienne Jodelle, Jean de La Péruse, Jacques Grévin, Robert Garnier et Antoine de Montchrestien.

## La tragédie élisabéthaine
D’importants auteurs anglais écrivent des tragédies à la fin du XVIe siècle et au début du XVIIe : Christopher Marlowe, Ben Jonson, Thomas Dekker, Thomas Middleton, John Fletcher et, surtout, William Shakespeare. Elles reprennent certains traits de la tragédie antique mais s’en distinguent par l’absence d’unité et par un mélange de tons, notamment par l’insertion de passages comiques dans le texte.

## La tragédie classique française
Délaissé au Moyen Âge, ce genre revit (assez tardivement néanmoins), grâce à la Sophonisbe, de l’Italien Trissino, qui est la première des tragédies à respecter la règle des unités.
En France, à l'époque classique, les dramaturges les plus importants sont Pierre Corneille et Jean Racine. Quand la pièce de ce dernier, Bérénice, a été critiquée parce qu’elle ne contenait pas de dénouement funeste, Racine a répondu en contestant le traitement « conventionnel » de la tragédie. Corneille pratiquait aussi une tragédie à dénouement non fatal, ou tragi-comédie (dont le chef-d’œuvre demeure Le Cid), genre apprécié dans la première moitié du XVIIe siècle mais sorti des mœurs du public sous le règne de Louis XIV. À la même époque, Jean-Baptiste Lully met au point avec Philippe Quinault une forme de spectacle hybride, la tragédie en musique ou tragédie lyrique, qui donnera naissance au genre de l’opéra français. La tragédie française classique se devait de respecter la règle des trois unités : de lieu, de temps, et d’action, mais aussi celle de la bienséance (pas de combats ou de sang sur scène - pas de termes pouvant choquer, notamment ceux qui se rapportaient à différentes parties du corps - pas de rapprochements intimes, comme les baisers…), celle de la vraisemblance et celle de la grandeur : les personnages sont des rois, des reines ou en tout cas des personnages de haute lignée.
Ce genre fut d’abord codifié par Aristote, qui soutient que le théâtre doit traiter de caractères nobles, et par Horace, puis par des doctes du XVIIe siècle tels que l'abbé d'Aubignac en 1657. Enfin, l’on en retrouve toutes les règles dans l'Art poétique de Boileau.
D’autres auteurs, moins connus aujourd’hui, eurent une grande fortune dans ce genre, considéré comme l’un des plus nobles, Tristan l'Hermite ou Thomas Corneille par exemple.

### Déroulement
Si la division en actes proprement dite est inconnue de la tragédie grecque, celle qui s'impose à la Renaissance consiste en trois actes, étendus à cinq au siècle suivant :
- le premier acte correspond à l’exposition de la situation des personnages ;
- le deuxième voit apparaître l’élément perturbateur/déclencheur (rupture entre Titus et Bérénice dans Bérénice, décision du sacrifice d’Iphigénie dans Iphigénie…) ;
- dans le troisième acte, les protagonistes cherchent une solution au drame, tout paraît encore possible ;
- dans le quatrième acte, l’action se noue définitivement, les personnages n’ont plus aucune chance d’échapper à leur destin ;
- au cinquième acte, l’action se dénoue, entraînant la mort d’un ou de plusieurs personnages.

## Tragédie et modernité
Dans la littérature plus récente, la tragédie décline comme genre codifié. Le tragique pourtant semble subsister dans certaines œuvres marquantes : Une maison de poupée (1879) du Norvégien Henrik Ibsen, Les Mauvais Bergers, tragédie prolétarienne du Français Octave Mirbeau (1897), ou encore, au XXe siècle, de l’Américain Arthur Miller, Les Sorcières de Salem et Mort d'un commis voyageur…